# 釋奠佾舞
釋奠佾舞簡稱佾舞，又稱丁祭佾舞，為祭祀大成至聖先師孔子之佾舞。依不同編制又分有六佾舞和八佾舞，是釋奠典禮的祭禮中所表演的舞蹈，是東亞世界重要的非物質文化遺產

## 歷史
中國南朝齊武帝永明三年（西元485年），對於釋奠已有記載：「元嘉立學、裴松之儀、應舞六佾，以郊樂未具，故從權奏登歌，今金石已備，宜設軒縣之樂，六佾之舞，牲牢器用，悉依上公」，六佾即六佾舞，是中國古代諸侯用舞的編輯，有六行六列，共三十六人。軒縣就是軒懸，是中國古代諸侯樂隊的編制。這是歷史上樂舞並用祭孔儀式的開始，之後各朝代祭孔的規模和樂舞均有不同。
北魏孝文帝太和十六年（492年），孝文帝時六佾舞中增加了「三獻禮」的項目，三獻禮即初獻、亞獻、終獻。唐朝玄宗開元二十八年（740年）的祭孔大祀，是採用六十四人的八佾舞。
佾舞源自宗廟宮庭雅樂舞，樂者稱為「樂生」，舞者稱為「佾生」，佾是隊伍的行列，分祭天子、公侯、大夫、士，又有八佾、六佾、四佾、二佾之分。與宮庭樂舞相同，釋奠佾舞也有文舞和武舞。跳文舞時右手執羽，常用雉尾，左手執籥，即短笛形的竹管，分別有立容、立聲之意。每個動作皆代表一個字，一節樂曲一組動作。武舞又稱干舞。武舞持幹（盾牌）戚（斧鉞）而舞。
唐朝貞觀年間的祭孔佾舞為文舞、武舞並用，唐玄宗開元年間曾用八佾。宋朝僅用文舞，表示謙遜禮讓之義。明朝文舞武舞並用，採六佾，文舞佾生右手執三羽。清順治年間，以京師國子監為太學，並設立孔廟，春秋兩季派遣大學士致祭，諡孔子為「大成至聖文宣先師」，後改諡孔子為「至聖先師孔子」，而各省府州縣比照太學孔廟祭典，當地總督、巡撫、學政皆須率領所屬官員祭致。
釋奠佾舞共有三成，各三個樂章，每個樂章由四言八句（32字）的詩詞組成，總共有96個動作。佾舞自漢朝即有，但現今所存的佾舞舞譜只有明、清兩代。明朝的舞譜又有前期的《南雍志》和後期的《頖宮禮樂疏》，台灣在滿清時期所用的佾舞是依乾隆年間的《重修臺灣縣志》和《重修鳳山縣志》中的文字譜。

## 服式
目前尊行的釋奠禮服以民國18年（1929年）公布《服制條例》所規定中式禮服為主，服飾擷取歷代之精華，彙為今制。《服制條例》今已廢止，目前台灣依舊慣成俗。原臺灣各地文廟全遵循清代釋奠禮制，現今惟台南祭孔儀式尊崇源自本地「雅樂十三音」儀軌，因此保有全體司禮人員均著清代禮服之俗。

### 國家禮服
國服以近代滿式服飾為基礎，依照祭祀司禮層級區分：正獻官、分獻官、陪祭官、糾儀官與奉祀官等，需以國家禮服為禮服。

### 漢式禮服
漢服以傳統漢服為基礎，依照祭祀司禮層級區分：通贊、引贊、樂長、樂生、禮生與佾生（舞生），需以漢式禮服為禮服。

## 雅樂
現行的祭孔雅樂存在清制（清光緒十七年）與明制（民國六十七年復制）兩種系統。原臺灣各地皆遵循清代十三腔聖樂，現僅存臺南一地。

### 大成樂章
「大成樂章」又名「大晟樂」。其演奏速度較緩，風格莊嚴肅穆。目前除台南孔廟外，全國均採用明制「大成樂章」，其中以台北孔廟最具代表性。大成樂章前身為十一世紀宋王朝的「大晟樂」，明代時整編成「大成釋奠樂譜」。

### 雅樂十三音
全國僅台南文廟仍尊行「雅樂十三音」，又名「聖樂」、十全腔，源自漳州南詞。其發源自古府城禮樂局（今以成書院）。「雅樂十三音」演奏速度較輕快、舒暢，是目前臺灣保存、演奏歷史最悠久的雅正之樂。臺南市大成至聖先師釋奠典禮已列入國家文化資產民俗及有關文物。

## 祭祀儀典
釋奠儀式分為三十七個程序，主要祭儀共分：排班就位、迎神、初獻禮、亞獻禮、終獻禮、飲福受胙、送神、望燎等。在釋奠典禮前，先進行祭祀至聖先師五代世祖的「崇聖祠祭五王」的儀式。。釋奠典禮前的預演則稱為「釋奠習儀」。

## 台灣各地釋奠佾舞

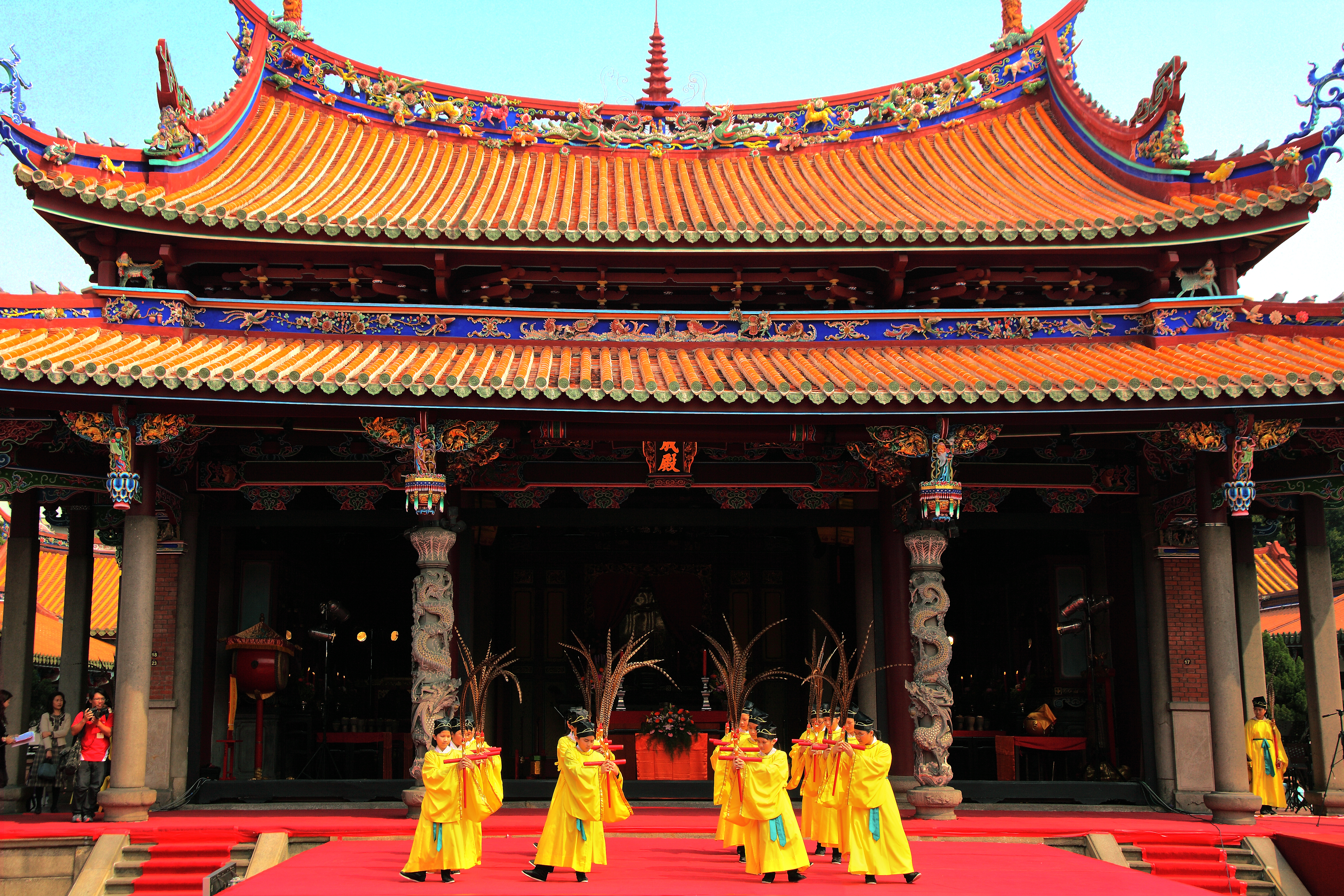
台北孔廟的佾舞

台南文廟始建於明鄭時期永曆19年（1665年）由鄭經於臺南興建，直到清康熙年間，才有正式的釋奠儀式。當時是採用明朝制定的釋奠樂舞。日本統治時期的樂舞儀式因當時文化而有所變革。民國時期以後的釋奠禮樂是採清制，佾舞是沿用清制聖門樂誌上的舞譜，手執單羽。目前由忠義國小學生擔任，保持傳統，皆由男學生中挑選。
彰化孔廟的佾生由彰化中山國小、民生國小、南郭國小、平和國小輪流擔任，佾長由佾舞老師擔任，佾生皆由男學生中挑選，直到1995-1996年左右，才開始選用女學生擔任佾生。
臺中孔廟採八佾舞，佾生由臺中力行國小學生擔任。
嘉義孔廟於1963年落成，1997年的祭孔大典中的佾生，是從嘉義市的國中小中，挑選一所學校來進行舞蹈，指導老師為鄭月娥、葉素貞及林麗珠，採明制樂譜服制，清制舞譜。服裝的頭飾是明朝朱載堉《六代小舞譜》和《靈星小舞譜》的童子舞型，戴明式假髮，插白色骨簪束紅緞帶，身穿黑色金邊黃綢袍，繫綠綢腰帶，下身為白綢褲，黑靴。
嘉義縣新港鄉文昌國小是全國唯一在校園內設有文昌祠的學校，文昌祠供奉至聖先師神位。於每年的9月28日教師節舉行祭孔大典。文昌國小的學生擔任佾生、樂生，禮生則是由新港國中的學生擔任。典禮結束後會有拔智慧毛(智慧筆)、分發智慧糕、擲杯等活動。
指導老師為“李長安老師“和他的搭檔（老婆）“廖淑芬”

高雄孔廟採八佾舞，佾生由高雄舊城國小學生擔任。
桃園孔廟採六佾舞，佾生由桃園東門國小學生擔任。
臺北孔子廟，日治時代由辜顯榮、陳培根等捐地興建。在1967年前的佾舞在日治時期改變服飾，1931－1932年（昭和6－7年）的佾生是著白衣繫紅帶，執雉羽。到了1934年－1936年（昭和9年－11年）佾生是著白長袍黑短掛，到了1943年，日本對台灣的統治進入皇民化時期，此期的佾生服裝也稍有不同。1946年－1967年共22年間，和1968年後，佾生的服裝也有兩個不同的變革。後期至今改用明朝服飾，佾生為黃袍墨綠腰帶黑靴，節生為綠袍墨綠腰帶黑靴。長期由大龍國小學生擔任，男女生皆可，採六六三十六的佾舞編制。由佾舞老師躬身教導後學生須自行記憶所有舞步。民國60年（1971年），辜、陳後裔將臺北孔廟捐獻臺北市政府，政府接管後，民國61年（1972年）成立臺北市孔廟管理委員會，專責辦理臺北孔廟相關事務。
宜蘭孔廟採六佾舞，佾生由宜蘭力行國小學生擔任。
新竹市孔廟採六佾舞，佾生由新竹市民富國小舞蹈班高年級學生擔任。
澎湖孔廟採六佾舞，佾生由馬公市內國民小學學校輪流擔任，2019-2022年由中正國小中高年級學生擔任。

## 著名的佾舞師
- 莊汶湞，擔任臺北市孔廟佾舞教師十餘年，曾任教於大龍國小，已於2014年7月退休。
- 楊承家（1923年2月6日－），是彰化孔廟的佾舞老師，國小時曾擔任佾生，1946年開始教導佾舞。
- 盧川，曾任臺北市孔廟佾舞教師38年，已逝世十餘年。

## 外部連結
- 臺北孔廟大成至聖先師2560週年誕辰釋奠典禮《大成樂章》 （页面存档备份，存于）
- 臺南孔廟大成至聖先師2560週年誕辰釋奠典禮《雅樂十三音》 （页面存档备份，存于）
- 台中孔廟大成至聖先師2561週年誕辰釋奠典禮《總統上香及祭祀》 （页面存档备份，存于）